# Silvana Sciarra
Silvana Sciarra (Trani, 24 luglio 1948) è una giurista italiana, giudice della Corte costituzionale della Repubblica Italiana dal 2014 al 2023 e Presidente della stessa dal 20 settembre 2022 alla scadenza del mandato, la seconda donna a ricoprire tale carica. È socia corrispondente dell'Accademia dei Lincei. È Presidente del Comitato Direttivo della Scuola Superiore della Magistratura dal 12 marzo 2024.

## Biografia
Si è laureata in giurisprudenza all'Università di Bari con il massimo dei voti, discutendo la tesi in diritto del lavoro con Gino Giugni, dove nello stesso ateneo ha iniziato la carriera accademica, proseguita poi presso l'Università di Siena, l'Istituto universitario europeo di Fiesole (dove ha insegnato European Labor and Social Law dal 1994 al 2003, diretto il Dipartimento di diritto tra il 1995 e il 1996 e il Gender Studies Programme  nel 2002-2003) e conclusa all'Università di Firenze, dove è professore emerito di diritto del lavoro e diritto sociale europeo.
A partire dagli anni '70 ha avuto numerose occasioni di ricerca e insegnamento nelle università estere, negli Stati Uniti (Harvard Law School, Università della California a Los Angeles e Columbia Law School), nel Regno Unito (UCL, Cambridge e Warwick) e in Svezia (università di Stoccolma e di Lund). 
Ha ricevuto il dottorato in giurisprudenza honoris causa dall'Università di Stoccolma nel 2006 e nel 2012 dall'Università di Hasselt.
Ha collaborato con la Commissione europea in numerosi progetti di diritto comparato del lavoro, coordinando gruppi di esperti provenienti dagli Stati membri.
Le sue pubblicazioni sono apparse, oltre che sotto forma di monografie, in numerose riviste italiane e straniere. È stata co-direttore del "Giornale di Diritto del Lavoro e di Relazioni Industriali" e membro dei comitati scientifici di numerose altre riviste scientifiche, tra le quali European Law Journal, Comparative Labor Law and Policy Journal, European Journal of Social Law, Sociologia del diritto ed European Papers.

### Giudice costituzionale
Il 6 novembre 2014 è stata eletta giudice della Corte costituzionale al 21º scrutinio dal Parlamento in seduta comune, con 630 voti su 748 votanti, superando dunque di sessanta voti il quorum dei 3/5 dell'assemblea (ossia 570 voti su 950 aventi diritto). 
Il suo nome, in quota PD, era stato proposto dall'allora presidente del Consiglio Matteo Renzi e sostenuto da un vasto schieramento di forze politiche comprendente anche Forza Italia e il Movimento 5 Stelle.
Con l'elezione di Sciarra, ritenuta un profilo tecnico, giungeva così al termine una lunga paralisi del Parlamento in seduta comune, dopo che nei mesi precedenti i veti incrociati fra le forze politiche e i franchi tiratori in occasione dei voti segreti avevano affossato le candidature alla Corte costituzionale di profili più marcatamente politici come quelli di Luciano Violante per il centro-sinistra e Antonio Catricalà, Donato Bruno e Francesco Ignazio Caramazza proposti dal centro-destra.
L'11 novembre 2014, con il giuramento al Quirinale nelle mani del Presidente della Repubblica Giorgio Napolitano, Silvana Sciarra è entrata nella piena funzione del suo ufficio, quinta donna componente della Corte costituzionale, dopo Fernanda Contri, Maria Rita Saulle, Marta Cartabia e Daria de Pretis, ma prima ad essere eletta dal Parlamento in seduta comune.
Il 29 gennaio 2022, è stata nominata vicepresidente della Corte, insieme a Daria de Pretis e Nicolò Zanon, dal neoeletto presidente Giuliano Amato.

### Presidente della Corte Costituzionale
Il 20 settembre 2022 viene eletta Presidente della Corte costituzionale, succedendo a Giuliano Amato e diventando così la seconda donna a ricoprire la quinta carica più alta dello Stato, dopo Marta Cartabia. L'11 novembre 2023 è cessata dalla carica di giudice costituzionale e quindi anche di presidente della Corte.

## Opere
- Contratto collettivo e contrattazione in azienda, Roma, Franco Angeli Editore, 1985.
- The Evolution of Labor Law, Lussemburgo, Office for Official Publication of the European Communities, 2005.
- Evolución de la legislación laboral, Madrid, Paralelo Edición, 2005.
- Solidarietà, mercato e concorrenza nel welfare italiano, Bologna, Il Mulino, 2007. ISBN 9788815121332.
- Il lavoro subordinato, curatela con Bruno Caruso, Torino, Giappichelli Editore, 2009. ISBN 978-88-3488371-6.
- Manuale di diritto sociale europeo, curatela, Torino, Giappichelli Editore, 2010. ISBN 978-88-3480613-5.
- L'Europa e il lavoro. Solidarietà e conflitto in tempi di crisi, Roma-Bari, Editori Laterza, 2013. ISBN 978-88-5810550-4.
- Laws Against Strikes, The South African Experience in an International and Comparative Perspective (a cura di), Bob Hepple, Rochelle Le Roux, Silvana Sciarra, Milano, FrancoAngeli, 2015.
- Solidarity and conflict. European social law in the crisis, Cambridge, 2018.